# Edmonton Ice
Edmonton Ice byl kanadský juniorský klub ledního hokeje, který sídlil v Edmontonu v provincii Alberta. V letech 1996–1998 působil v juniorské soutěži Western Hockey League. Zanikl v roce 1998 přestěhováním do Cranbrooku, kde byl vytvořen tým Kootenay Ice. Své domácí zápasy odehrával v hale Edmonton Expo Centre s kapacitou 3 500 diváků. Klubové barvy byly modrá, bronzová, černá a bílá.
Nejznámější hráči, kteří prošli týmem, byli např.: Dean Arsene, Jay Henderson, Jason Jaffray, Steve McCarthy, Jaroslav Obšut, Jarret Stoll nebo Kyle Wanvig.

## Přehled ligové účasti
Zdroj: 
- 1996–1998: Western Hockey League (Centrální divize)